# Punchy
Punchy là một xã ở tỉnh Somme, vùng Hauts-de-France, Pháp.

## Địa lý
A very small village Xã này tọa lạc trên đường D39, khoảng 25 dặm Anh về phía đông nam của Amiens, gần đường ô tô A1.

## Dân số
| 1962                                                           | 1968 | 1975 | 1982 | 1990 | 1999 |
| -------------------------------------------------------------- | ---- | ---- | ---- | ---- | ---- |
| 68                                                             | 78   | 79   | 98   | 78   | 65   |
| Số liệu điều tra dân số từ năm 1962, dân số không tính hai lần |      |      |      |      |      |